# George Caridia
George Aristides Caridia (Calcuta, Imperio de la India, 20 de febrero de 1869 - Londres, 21 de abril de 1937) fue un jugador de tenis masculino británico, dos veces medallista olímpico. En los Juegos Olímpicos de Londres 1908 ganó las medallas de plata en individual masculino y dobles (con George Simond, ambos eventos fueron bajo techo). En las dos finales perdió ante su compatriota británico Arthur Gore.
Se desempeñaba mejor en canchas cubiertas y poseía una fuerte media volea. Ganó nueve veces el campeonato galés entre 1899 y 1909 y jugó en Craigside durante 20 años consecutivos.
Tras su retiro fue miembro del comité del All England Lawn Tennis and Croquet Club. Falleció en 1937 y fue enterrado en el cementerio de West Norwood de Londres.